# Physoschistura elongata
Physoschistura elongata är en fiskart som beskrevs av Nibedita Sen och Teodor T. Nalbant 1982. Physoschistura elongata ingår i släktet Physoschistura och familjen grönlingsfiskar. IUCN kategoriserar arten globalt som sårbar. Inga underarter finns listade i Catalogue of Life.